# XVII wiek
XVI wiek <> XVIII wiek
Lata 1600. • Lata 1610. • Lata 1620. • Lata 1630. • Lata 1640. • Lata 1650. • Lata 1660. • Lata 1670. • Lata 1680. • Lata 1690.
1601 1602 1603 1604 1605 1606 1607 1608 1609 1610 1611 1612 1613 1614 1615 1616 1617 1618 1619 1620 1621 1622 1623 1624 1625 1626 1627 1628 1629 1630 1631 1632 1633 1634 1635 1636 1637 1638 1639 1640 1641 1642 1643 1644 1645 1646 1647 1648 1649 1650 1651 1652 1653 1654 1655 1656 1657 1658 1659 1660 1661 1662 1663 1664 1665 1666 1667 1668 1669 1670 1671 1672 1673 1674 1675 1676 1677 1678 1679 1680 1681 1682 1683 1684 1685 1686 1687 1688 1689 1690 1691 1692 1693 1694 1695 1696 1697 1698 1699 1700

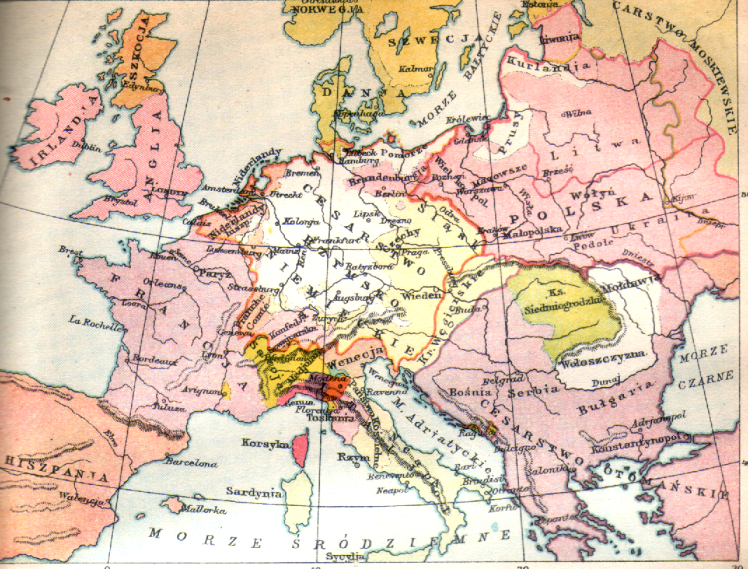
Europa w XVII wieku.

## Wydarzenia historyczne z lat 1600. (dekady)

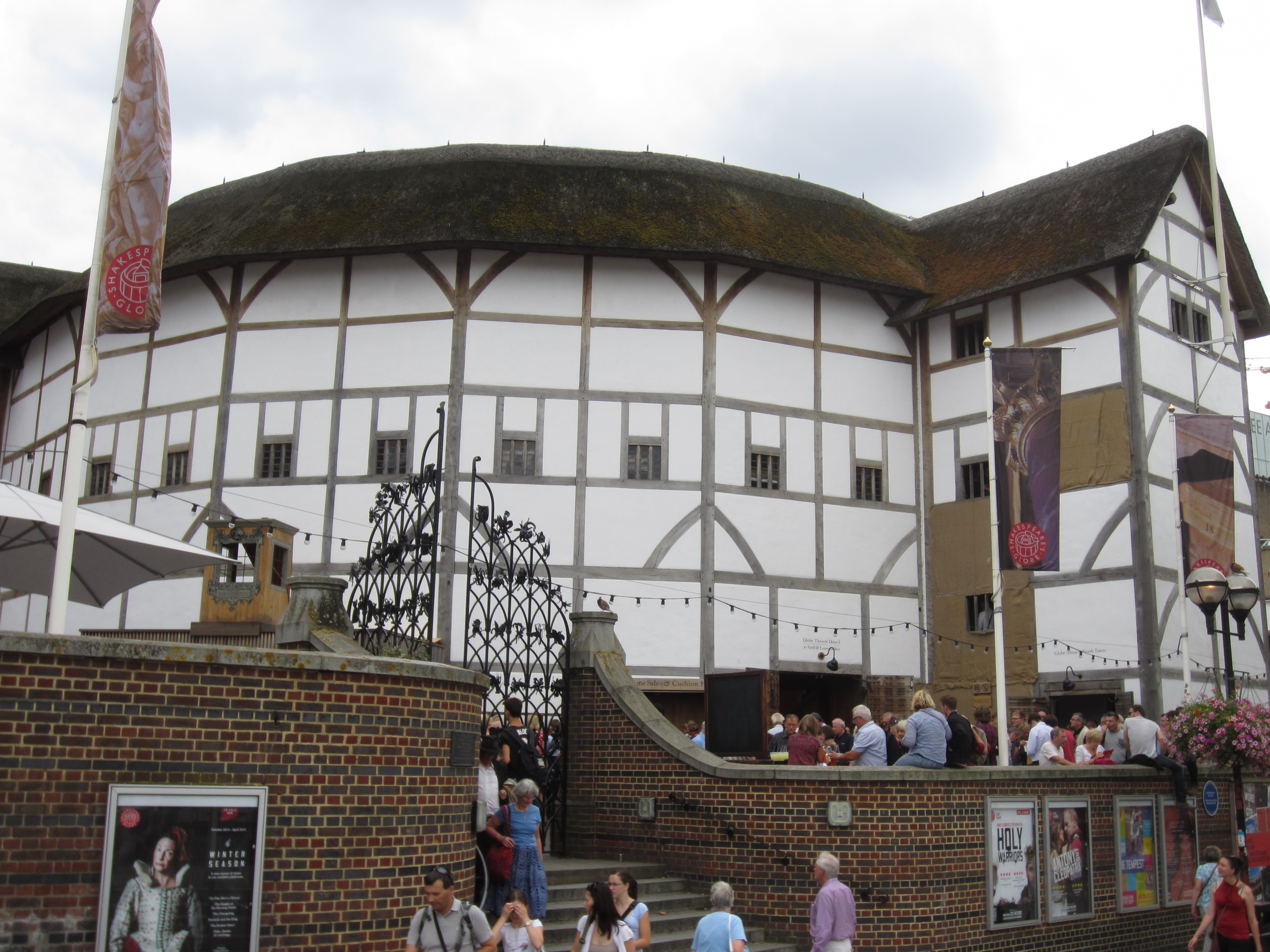
Szekspirowski Globe Theatre

- 1601–1661 – wojna holendersko-portugalska o Brazylię
- 1602–1603 – Caravaggio namalował Złożenie do grobu
- 1603 – szogun Ieyasu Tokugawa przejął władzę w Japonii, rozpoczynając okres Edo
- 1604 – silne wstrząsy sejsmiczne na pograniczu Peru i Chile (24 grudnia)
- 1605 – bitwa pod Kircholmem, Jan Karol Chodkiewicz odzyskał Inflanty (27 września)
- 1605 – ukazała się pierwsza część powieści Cervantesa Don Kichot
- 1606 – William Szekspir napisał tragedię Makbet
- 1606–1609 – rokosz Zebrzydowskiego podważył politykę Zygmunta III
- 1607 – opera Claudio Monteverdiego L’Orfeo zapoczątkowała barok w muzyce
- 1607 – Anglicy założyli swoją pierwszą stałą osadę w Ameryce nazwaną Jamestown (Wirginia)
- 1608 – Francuzi założyli Quebec, rozpoczynając kolonizację Kanady
- 1610 – Galileusz odkrył księżyce Jowisza (7 stycznia)
- 1610 – bitwa pod Kłuszynem wygrana przez Żółkiewskiego (28 sierpnia) pozwoliła polskiemu królewiczowi zostać carem
- 1610 – na terenie dzisiejszego Paragwaju powstały redukcje jezuickie
- 1610–1617 – regencja Marii Medycejskiej we Francji

## Wydarzenia historyczne z lat 10.

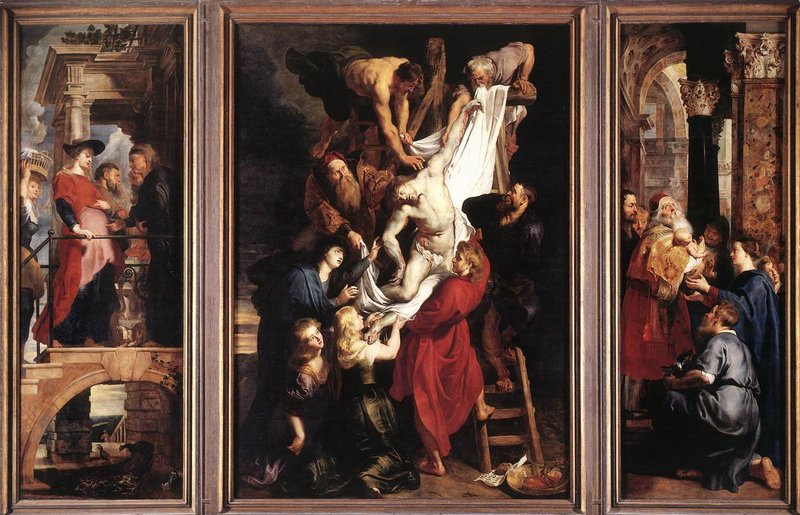
Zdjęcie z krzyża

- 1611 – wybuch powstania, które wypędziło polską załogę Kremla (19 marca)
- 1611 – wielkie trzęsienie ziemi u wybrzeży Japonii (2 grudnia)
- 1611–1614 – Peter Paul Rubens namalował tryptyk Zdjęcie z krzyża
- 1616 – Lope de Vega napisał dramat Fuente ovejuna (Owcze źródło)
- 1616 – Frans Hals namalował Bankiet bractwa św. Jerzego
- 1618–1648 – wojna trzydziestoletnia spowodowała śmierć 20–30% Niemców
- 1618 – rozejm w Dywilinie, na mocy którego Rzeczpospolita odzyskała Smoleńsk (11 grudnia)
- 1619 – Johannes Kepler opublikował dzieło Harmonices Mundi zawierające prawa ruchu planet
- 1619 – Holendrzy rozpoczęli budowę Batawii (obecna Dżakarta)
- 1620 – bitwa pod Cecorą, w której Turcy pokonali Polaków
- 1620 – Francis Bacon wydał rozprawę Novum Organon reformującą naukę

## Wydarzenia historyczne z lat 20.
- 1621 – bitwa pod Chocimiem zakończona zwycięstwem sił polsko-kozackich nad tureckimi (2 września-9 października)
- 1622 – w Watykanie powstała Kongregacja Rozkrzewiania Wiary (6 stycznia)
- 1622 – rozejm w Mitawie podzielił Inflanty między Polskę a Szwecję (10 sierpnia)
- 1624–1642 Richelieu sprawował rządy w Paryżu
- 1625 – Hugo Grocjusz opublikował traktat De iure belli ac pacis (O prawie wojny oraz pokoju)
- 1628 – Nicolas Poussin namalował swoje pierwsze arcydzieło Śmierć Germanika
- 1628 – William Harvey dokonał przełomu w biologii opisując krwiobieg
- 1629 – król Anglii Karol I Stuart rozwiązał parlament i rozpoczął dyktatorskie rządy (10 marca)
- 1629 – rozejm w Altmarku usankcjonował wpływy szwedzkie na polskim wybrzeżu (26 września)

## Wydarzenia historyczne z lat 30.

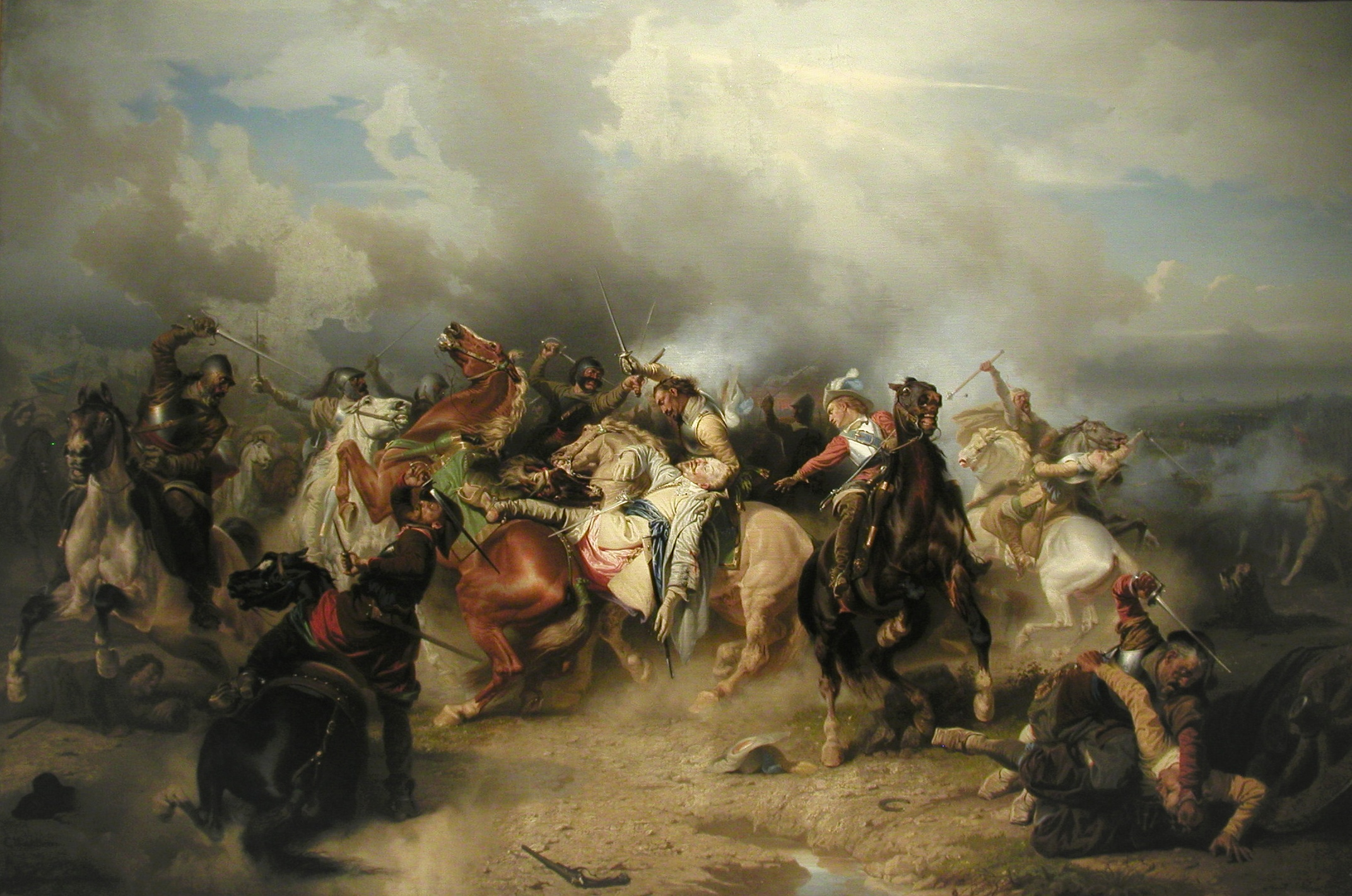
Bitwa pod Lützen

- 1631 – ukazała się po raz pierwszy francuska La Gazette
- 1633 – rozpoczął się proces Galileusza, oskarżonego przez rzymską inkwizycję o herezję (12 kwietnia)
- 1635 – rozejm w Sztumskiej Wsi przywrócił Polsce porty pruskie i pełnię dochodów z handlu gdańskiego (12 września)
- 1635 – Antoon van Dyck namalował najsłynniejsze portrety Karola I Stuarta
- 1636 – założono Uniwersytet Harvarda (8 września)
- 1636 – Pedro Calderón de la Barca napisał dramat historyczny El principe constante (Książę Niezłomny)
- 1636 – Pierre Corneille ogłosił tragedię Cid
- 1637 – umarł ostatni książę pomorski, rozpoczęły się walki o kraj
- 1640 – po wybuchu powstania na terenach Hiszpanii po interwencji francuskiej Portugalia uniezależniła się od Hiszpanii
- 1640 – ukazał się traktat teologiczny Augustinus, kamień węgielny jansenizmu

## Wydarzenia historyczne z lat 40.

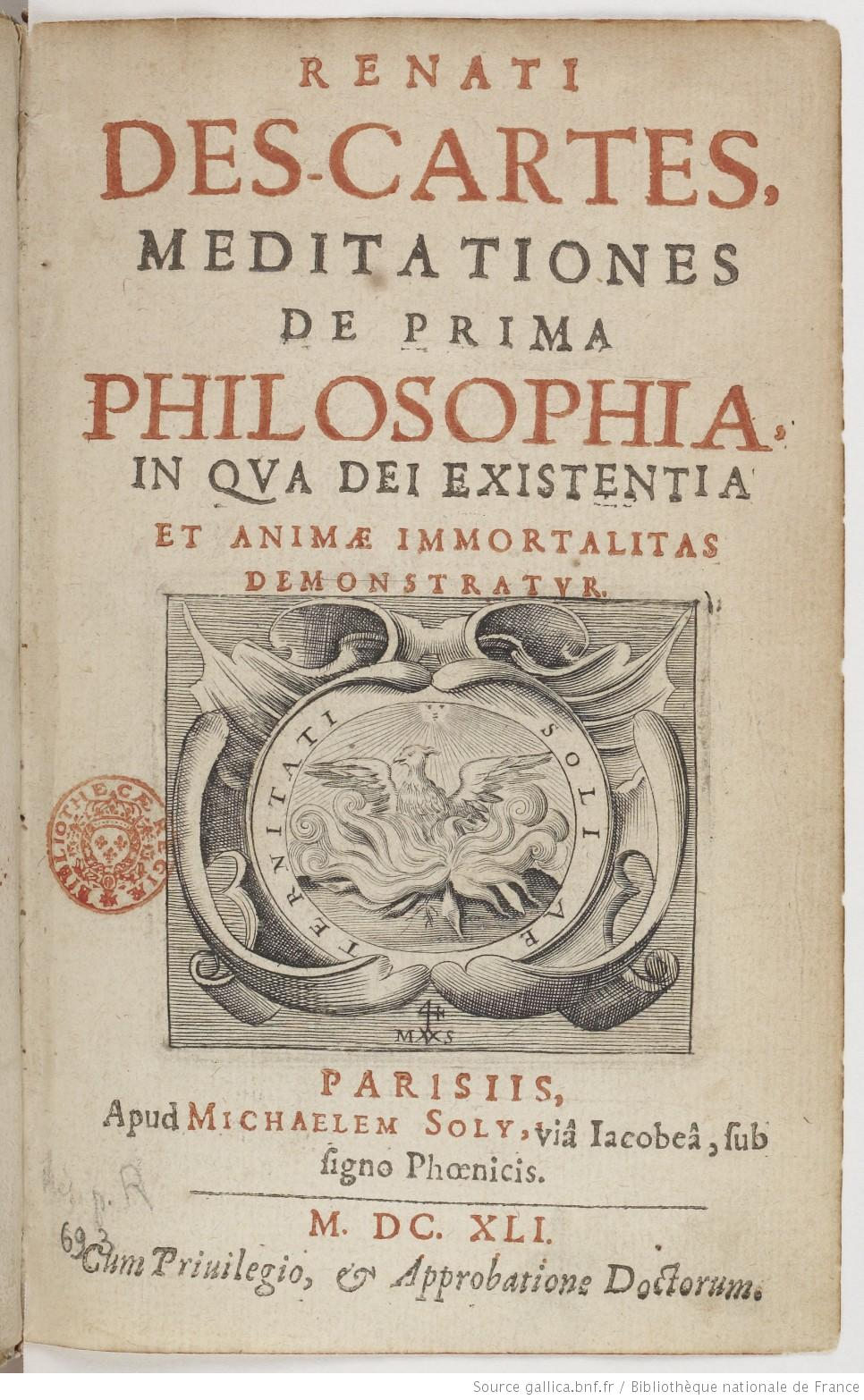
Meditationes

- 1641 – Kartezjusz opublikował Meditationes de prima philosophia
- 1642 – wybuchła angielska wojna domowa
- 1642 – Rembrandt namalował Wymarsz strzelców znany też jako Straż nocna
- 1642–1644 – Abel Tasman opłynął Australię (13 grudnia)
- 1642–1650 – Francesco Borromini zbudował Sant’Ivo alla Sapienza
- 1643 – Evangelista Torricelli skonstruował barometr
- 1644 – Mandżurowie przejęli władzę w Pekinie jako dynastia Qing
- 1647 – trzęsienie ziemi zniszczyło Santiago de Chile (13 maja)
- 1648 – rozpoczęło się powstanie Chmielnickiego
- 1648–1653 – Fronda przeciwko rządom Anny Austriaczki i Mazarina we Francji
- 1649 – Jeremi Wiśniowiecki broni Zbaraża (lipiec-sierpień)

## Wydarzenia historyczne z lat 50.

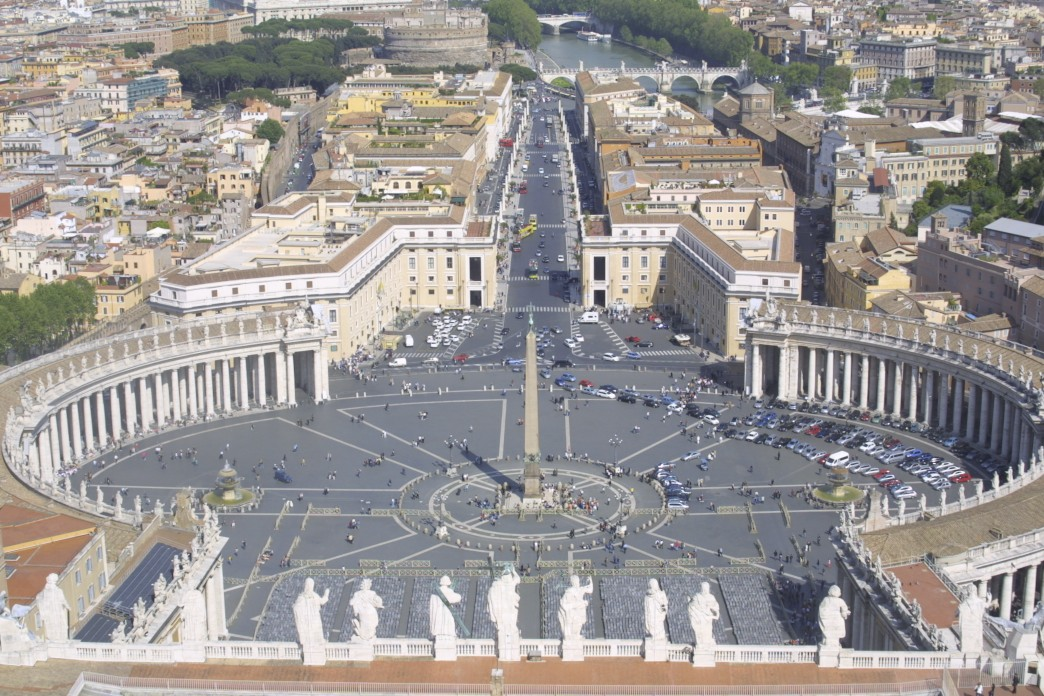
Plac św. Piotra

- 1651 – bitwa pod Beresteczkiem zakończona zwycięstwem wojsk polskich nad kozacko-tatarskimi (28 czerwca-10 lipca)
- 1651 – Thomas Hobbes opublikował traktat polityczny Leviathan
- 1653 – Nowy Amsterdam (późniejszy Nowy Jork) otrzymał prawa miejskie (2 maja)
- 1654 – kozacko-rosyjska ugoda perejasławska, w wyniku której Moskale najechali Rzeczpospolitą
- 1655–1660 – potop szwedzki spowodował śmierć 20–30% Polaków
- 1655–1670 – Giovanni Lorenzo Bernini zbudował Cathedra Petri i Plac św. Piotra
- 1655 – Augustyn Kordecki obronił Jasną Górę (27 grudnia)
- 1656 – Stefan Czarniecki wyzwolił Warszawę (30 czerwca)
- 1656 – Diego Velázquez namalował Las Meninas (Panny dworskie)
- 1657 – Jan Ámos Komenský wydrukował dzieło Didactica magna
- 1657 – w pożarze Tokio zginęło około 100 tysięcy osób
- 1657 – zamordowano Andrzeja Bobolę (16 maja)
- 1657 – traktaty welawsko-bydgoskie, na mocy których Wielki Elektor uniezależnił się od Polski (19 września)
- 1657 – Christiaan Huygens skonstruował pierwszy zegar wahadłowy
- 1658 – traktat z Roskilde przyznał Skanię Szwecji (26 lutego)
- 1658 – wygnano z Polski braci polskich
- 1659 – pokój pirenejski powiększył Francję kosztem Hiszpanii (7 listopada)
- 1660 – w Anglii powstało Royal Society (28 listopada)

## Wydarzenia historyczne z lat. 60.

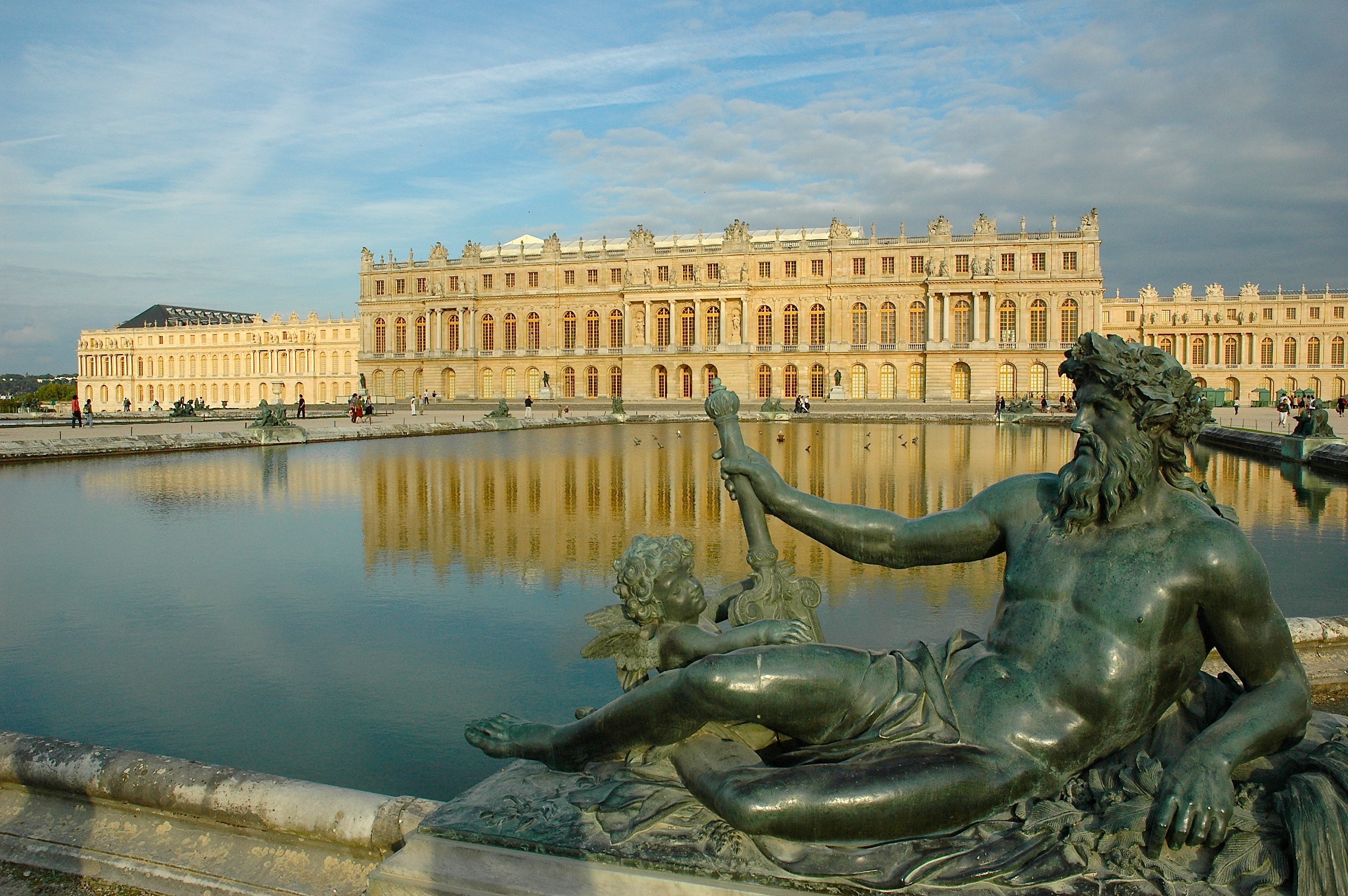
Pałac wersalski

- 1661 – Ludwik XIV rozpoczął budowę Wersalu
- 1661 – król Anglii dostał Bombaj w posagu od portugalskiej żony
- 1662 – Pierre de Fermat sformułował zasady optyki
- 1664 – Bashō Matsuo opublikował pierwsze haiku
- 1665 – powstało pierwsze czasopismo naukowe Journal des savants (5 stycznia)
- 1665 – Jan Vermeer namalował Dziewczynę z perłą
- 1665 – Molière wystawił Don Juana
- 1665 – Baruch Spinoza napisał swój główny traktat Ethica ordine geometrico demonstrata
- 1665 – Jerzy Lubomirski wzniecił rokosz zakończony abdykacją króla
- 1666 – Colbert założył Académie des sciences
- 1666 – pożar Londynu (2 września), Christopher Wren rozpoczął odbudowę
- 1667 – rozejm andruszowski przyznał Kijów Rosji (30 stycznia)
- 1667 – Robert Hooke odkrył komórki roślinne
- 1667 – John Milton opublikował poemat epicki Paradise lost (Raj utracony)
- 1668 – Jean de La Fontaine ogłosił pierwszą księgę Fables (Bajek)
- 1670 – wydrukowano pośmiertnie Pensées (Myśli) Blaise Pascala
- 1670–1671 – powstanie kozacko-chłopskie w Rosji

## Wydarzenia historyczne z lat 70.

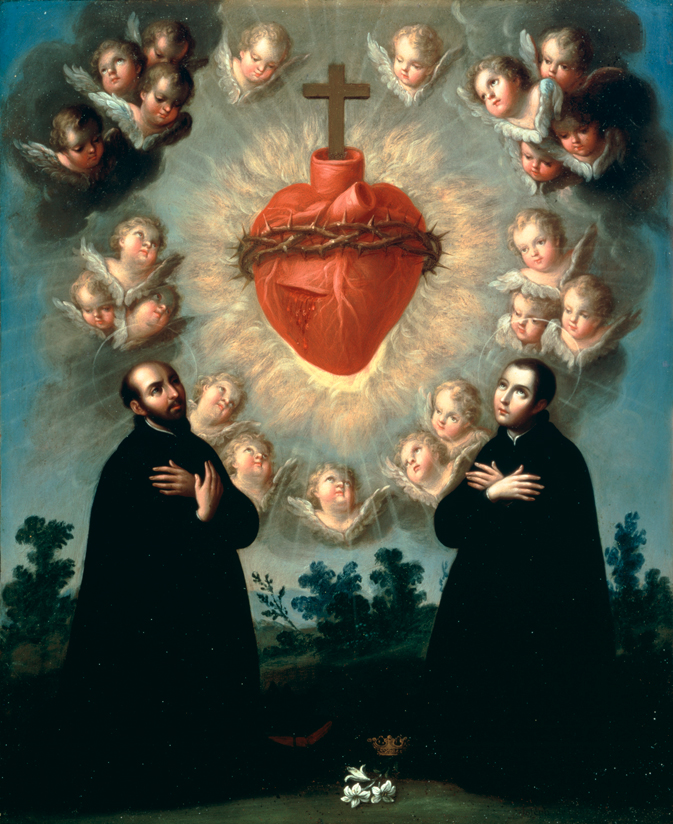
Jezuici adorujący Serce Jezusa

- 1672–1679 – wojna Francji z koalicją hiszpańsko-austriacko-lotaryńską
- 1672 – traktatem w Buczaczu oddano Kamieniec Podolski Turcji (16 października)
- 1673 – Sobieski pokonał Turków pod Chocimiem (11 listopada)
- 1673 – Małgorzata Maria Alacoque przeżyła pierwsze objawienie serca Jezusowego (27 grudnia)
- 1673–1679 – Jan Heweliusz opublikował dwutomowe dzieło Machina coelestis
- 1675 – założono Królewskie Obserwatorium Astronomiczne w Greenwich pod Londynem (10 sierpnia)
- 1675 – narodził się ruch religijny zwanym kwietyzmem
- 1676 – Ole Rømer jako pierwszy oszacował prędkość światła (21 listopada)
- 1676 – Antoni van Leeuwenhoek jako pierwszy zaobserwował bakterie
- 1678 – pierwsza kobieta otrzymała stopień naukowy doktora (25 czerwca)
- 1678 – Bartolomé Esteban Murillo namalował swoją najsłynniejszą Immaculatę

## Wydarzenia historyczne z lat 80.

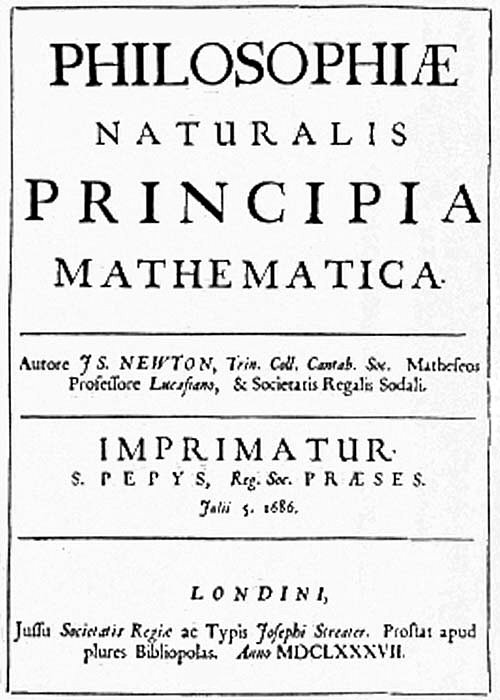
Matematyczne zasady filozofii przyrody

- 1681 – powstał pierwszy kocioł parowy
- 1682 – Edmond Halley odkrył periodyczność komety (15 września)
- 1683 – bitwa pod Wiedniem (12 września)
- 1685 – edykt z Fontainebleau (18 października)
- 1687 – Isaac Newton wydał Philosophiae naturalis principia mathematica
- 1687 – trzęsienie ziemi w Limie (20 października)
- 1687 – wybuch wulkanu Pico de Orizaba (26 grudnia)
- 1688 – chwalebna rewolucja w Anglii
- 1689 – John Locke ogłosił Epistola de tolerantia
- 1689–1697 – wojna Francji z Ligą Augsburską

## Wydarzenia historyczne z lat. 90

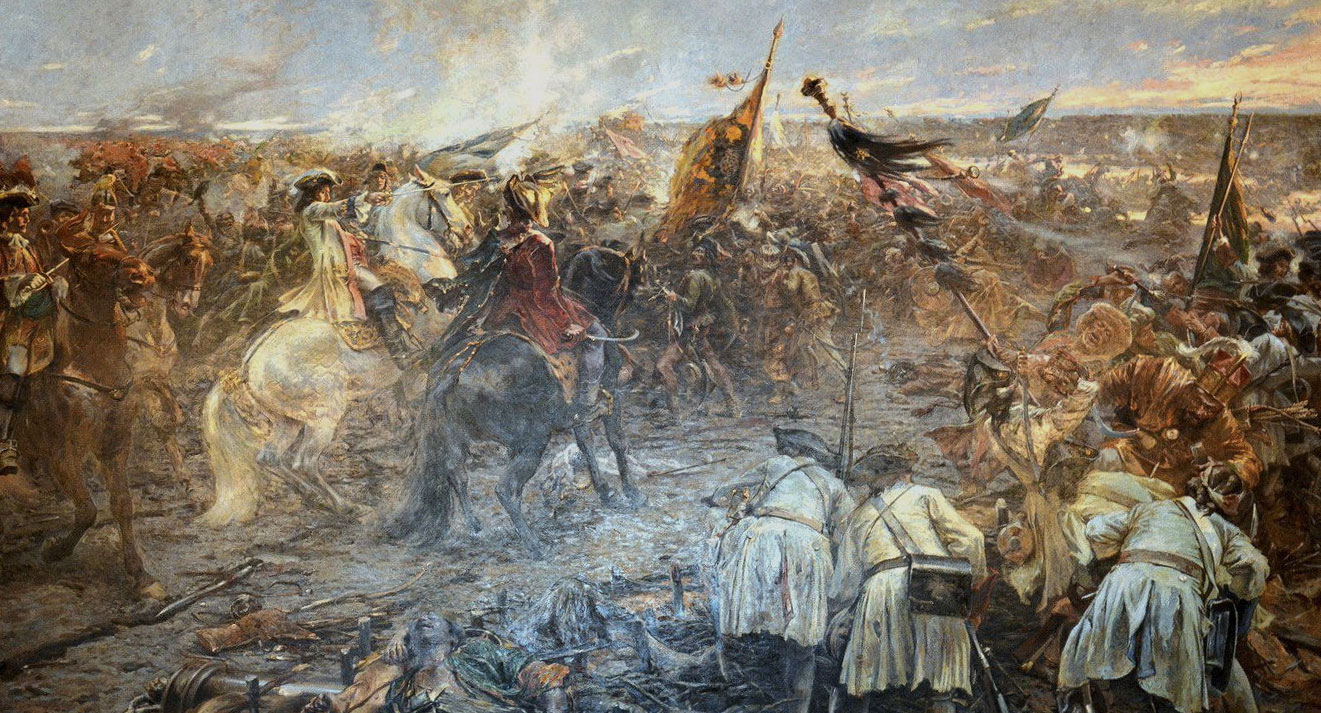
Bitwa pod Zentą

- 1692 – w Salem (Massachusetts) rozpoczęło się polowanie na czarownice (1 marca)
- 1693 – trzęsienie ziemi na Sycylii (11 stycznia)
- 1694 – powstał Bank of England (27 lipca)
- 1696 – Gottfried Wilhelm Leibniz napisał Essai de théodicée
- 1697 – Charles Perrault opublikował Bajki Babci Gąski
- 1698 – spłonął londyński pałac Whitehall (4 stycznia)
- 1699 – pokój w Karłowicach odebrał Turcji Węgry i Podole (26 stycznia)
- 1700 – wybuchła wielka wojna północna
- 1700 – po Pacyfiku rozeszło się tsunami (26 stycznia)

## Wybrane wydarzenia XVII wieku

Wybrane wydarzenia XVII wieku

## Władcy Angliiw XVII wieku
| #  | Imię                            |  | Urodzony                                | Zmarł                                  | Czas rządów | Rodzice |
| -- | ------------------------------- |  | --------------------------------------- | -------------------------------------- | ----------- | --- |
| 48 | Elżbieta I Tudor                |  | 7 września 1533 Greenwich               | 24 marca 1603 Richmond                 | 1558-1603   | Henryk VIII Tudor (1491-1547), król Anglii Anna Boleyn (1501-1536), c. Tomasza Boleyna, 1 hrabiego Wiltshire                     |
| 49 | Jakub I Stuart                  |  | 19 czerwca 1566 Edynburg                | 27 marca 1625 Theobalds House          | 1603-1625   | Henryk Stuart (1545-1567), lord Darnley Maria I Stuart (1542-1587), c. Jakuba V Stuarta, króla Szkocji                           |
| 50 | Karol I                         |  | 19 listopada 1600 Dunfermline           | 30 stycznia 1649 Londyn                | 1625-1649   | Jakub I Stuart (1566-1625), król Anglii i Szkocji Anna (1574-1619), c. Fryderyka II, króla Danii i Norwegii                      |
| 51 | Oliver Cromwell lord protektor  |  | 25 kwietnia 1599 Huntington             | 3 września 1658 Whitehall              | 1649-1658   | Robert Cromwell (ok. 1560-1617) Elżbieta Stewart (1564-1654)                                                                     |
| 52 | Ryszard Cromwell lord protektor |  | 4 października 1626                     | 12 lipca 1712                          | 1658-1659   | Oliver Cromwell (1599-1658), lord protektor Elżbieta Bourchier (1598-1665), c. sir Jamesa Bourchiera                             |
| 53 | Karol II Stuart                 |  | 29 maja 1630 St. James’s Palace         | 6 lutego 1685 Whitehall                | 1660-1685   | Karol I Stuart (1600-1649), król Anglii i Szkocji Henrietta Maria de Bourbon (1609-1669), c. Henryka IV Wielkiego, króla Francji |
| 54 | Jakub II Stuart                 |  | 14 października 1633 St. James’s Palace | 16 września 1701 Saint-Germain-en-Laye | 1685-1688   | Karol I Stuart (1600-1649), król Anglii i Szkocji Henrietta Maria de Bourbon (1609-1669), c. Henryka IV                          |
| 55 | Maria II Stuart                 |  | 30 kwietnia 1662 Londyn                 | 28 grudnia 1694                        | 1689-1694   | Jakub II Stuart (1633-1701), król Anglii i Szkocji Anna Hyde (1637-1671), c. Edwarda Hyde’a, 1 hrabiego Clarendon                |
| 56 | Wilhelm III Orański             |  | 14 listopada 1650 Haga                  | 8 marca 1702 Londyn                    | 1689-1702   | Wilhelm II Orański (1626-1650), standhouder Niderlandów Maria Stuart (1631-1660), c. Karola I                                    |

## Władcy Francjiw XVII wieku
| #  | Imię             |  | Urodzony                              | Zmarł                              | Czas rządów | Rodzice |
| -- | ---------------- |  | ------------------------------------- | ---------------------------------- | ----------- | --- |
| 45 | Henryk IV Wielki |  | 13 grudnia 1553 Pau                   | 14 maja 1610 Paryż                 | 1589-1610   | Antoni de Bourbon (1518-1562), król Nawarry Joanna III d’Albert (1528-1572), królowa Nawarry, c. Henryka II, króla Nawarry |
| 46 | Ludwik XIII      |  | 27 września 1601 Fontainebleau        | 14 maja 1643 Saint-Germain-en-Laye | 1610-1643   | Henryk IV Wielki (1553-1610), król Francji Maria Medycejska (1573-1642), c. Franciszka I, wielkiego księcia Toskanii       |
| 47 | Ludwik XIV       |  | 5 września 1638 Saint-Germain-en-Laye | 1 września 1715 Wersal             | 1643-1715   | Ludwik XIII (1601-1643), król Francji Anna Austriaczka (1601-1666), c. Filipa III Habsburga, króla Hiszpanii               |

## Władcy Hiszpaniiw XVII wieku
| # | Imię      |  | Urodzony                   | Zmarł                   | Czas rządów | Rodzice |
| - | --------- |  | -------------------------- | ----------------------- | ----------- | --- |
| 3 | Filip III |  | 14 kwietnia 1578 Madryt    | 31 marca 1621 Madryt    | 1598-1621   | Filip II Habsburg (1527-1598), król Hiszpanii Anna Habsburg (1549-1580), c. Maksymiliana II, cesarza rzymskiego      |
| 4 | Filip IV  |  | 8 kwietnia 1605 Valladolid | 17 września 1665 Madryt | 1621-1665   | Filip III Habsburg (1578-1621), król Hiszpanii Małgorzata Habsburg (1584–1611), c. Karola II, księcia Styrii         |
| 5 | Karol II  |  | 6 listopada 1661 Madryt    | 1 listopada 1700 Madryt | 1665-1700   | Filip IV Habsburg (1605-1665), król Hiszpanii Maria Anna Habsburg (1634-1696), c. Ferdynanda III, cesarza rzymskiego |

## Władcy Polski w XVII wieku
| #  | Imię                        |  | Urodzony                  | Zmarł                     | Czas rządów | Rodzice |
| -- | --------------------------- |  | ------------------------- | ------------------------- | ----------- | --- |
| 41 | Zygmunt III Waza            |  | 20 czerwca 1566 Gripsholm | 30 kwietnia 1632 Warszawa | 1587-1632   | Jan III Waza (1537 – 1592), król Szwecji Katarzyna Jagiellonka fin. Katariina Jagellonica (1526 – 1616), c. Zygmunta I Starego, króla Polski |
| 42 | Władysław IV Waza           |  | 9 czerwca 1595 Łobzów     | 20 maja 1648 Merecz       | 1632-1648   | Zygmunt III Waza (1566 – 1632), król Polski Anna Habsburżanka (1573 – 1598), królowa Polski                                                  |
| 43 | Jan II Kazimierz Waza       |  | 22 marca 1609 Kraków      | 16 grudnia 1672 Nevers    | 1648-1668   | Zygmunt III Waza (1566 – 1632), król Polski Konstancja Habsburżanka (1588 – 1631), królowa Polski                                            |
| 44 | Michał Korybut Wiśniowiecki |  | 31 maja 1640 Wiśniowiec   | 10 listopada 1673 Lwów    | 1669-1673   | Jeremi Michał Korybut Wiśniowiecki (1612 – 1651) Gryzelda Konstancja Wiśniowiecka (1623 – 1672)                                              |
| 45 | Jan III Sobieski            |  | 17 sierpnia 1629 Olesko   | 17 czerwca 1696 Wilanów   | 1674-1696   | Jakub Sobieski (ur. 1590, zm. 1646), Zofia Teofilia                                                                                          |
| 46 | August II Mocny             |  | 12 maja 1670 Drezno       | 1 lutego 1733 Warszawa    | 1697-1706   | Jan Jerzy III Wettyn (1647 – 1691), książę elektor Saksonii Anna Zofia Oldenburg (1647 – 1717), księżniczka duńska                           |

## Władcy Niemiec(cesarze rzymscy) w XVII wieku
- 1576–1612 Rudolf II
- 1612–1619 Maciej Habsburg
- 1619–1637 Ferdynand II
- 1637–1657 Ferdynand III
- 1657–1705 Leopold I

## Władcy Szwecjiw XVII wieku
- 1599–1611 Karol IX Sudermański
- 1611–1632 Gustaw II Adolf
- 1632–1654 Krystyna Wazówna
- 1654–1660 Karol X Gustaw
- 1660–1697 Karol XI
- 1697–1718 Karol XII

## Władcy Rosjiw XVII wieku
- 1598–1605 Borys Godunow
- 1605 Fiodor II Borysowicz
- 1605–1606 Dymitr Samozwaniec I
- 1606–1610 Wasyl Szujski
- 1610–1613 Władysław Waza
- 1613–1645 Michał Romanow
- 1645–1676 Aleksy Romanow
- 1676–1682 Fiodor III
- 1682–1725 Piotr Wielki

## Władcy Turcjiw XVII wieku
- 1595–1603 Mehmed III (syn)
- 1603–1617 Ahmed I (syn)
- 1617–1618 Mustafa I (brat, usunięty)
- 1618–1622 Osman II (syn Ahmeda I)
- 1622–1623 Mustafa I (ponownie, usunięty, zm. 1639)
- 1623–1640 Murad IV (syn Ahmeda I)
- 1640–1648 Ibrahim I (brat, usunięty, zm. 1648)
- 1648–1687 Mehmed IV (syn, usunięty, zm. 1693)
- 1687–1691 Sulejman II (brat)
- 1691–1695 Ahmed II (brat)

## Władcy Indii (wielcy Mogołowie) w XVII wieku
- 1556–1605 Akbar
- 1605–1627 Dżahangir
- 1627–1658 Szahdżahan
- 1658–1707 Aurangzeb

## Cesarze Chinw XVII wieku
- 1572–1620 Wanli
- 1620 Taichang
- 1620–1627 Tianqi
- 1627–1644 Chongzhen
- 1644 Li Zicheng
- 1644–1661 Shunzhi
- 1661–1722 Kangxi

## Papieżew XVII wieku
- 1592–1605 Klemens VIII
- 1605–1605 Leon XI
- 1605–1621 Paweł V
- 1621–1623 Grzegorz XV
- 1623–1644 Urban VIII
- 1644–1655 Innocenty X
- 1655–1667 Aleksander VII
- 1667–1669 Klemens IX
- 1670–1676 Klemens X
- 1676–1689 Innocenty XI
- 1689–1691 Aleksander VIII
- 1691–1700 Innocenty XII

## Indeks znanych postaci żyjących w XVII wieku

### A
- Abbas I Wielki – szach Persji.
- Andrzej Bobola – jezuicki męczennik.
- Anna Austriaczka (1601–1666) – regentka Francji.

### B

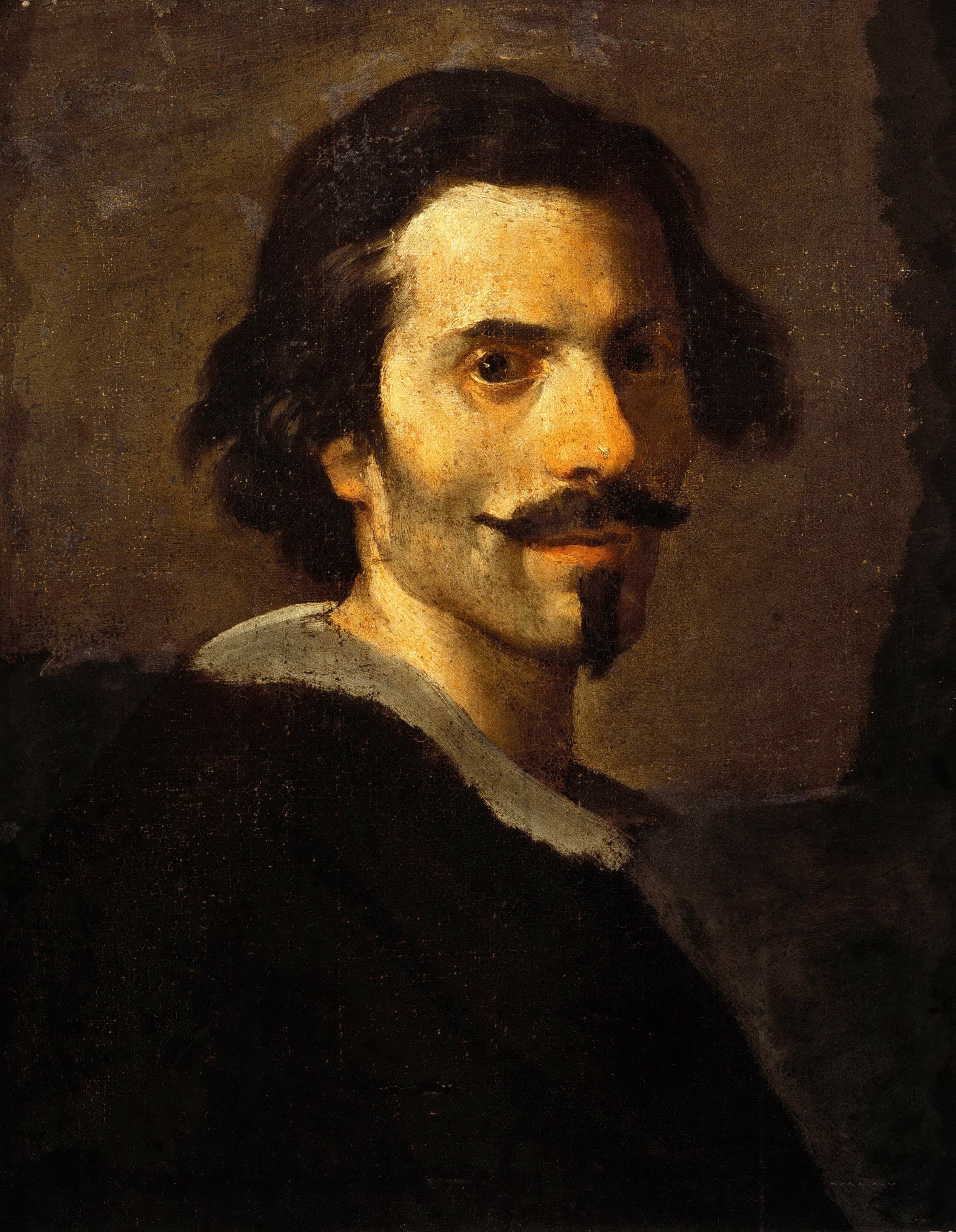
Giovanni Lorenzo Bernini

- Francis Bacon – angielski filozof.
- Pierre Bayle – francuski uczony, prekursor oświecenia.
- Giovanni Lorenzo Bernini – najwybitniejszy rzeźbiarz i architekt baroku.
- Jakob Bernoulli – szwajcarski matematyk.
- Francesco Borromini – włoski architekt.
- Jacques-Bénigne Bossuet – francuski teolog i teoretyk absolutyzmu.
- Nicolas Boileau – francuski poeta.
- Robert Boyle – twórca chemii.
- Michał Boym – misjonarz w Chinach.
- John Bunyan – angielski teolog.
- Dietrich Buxtehude – duńsko-niemiecki muzyk.

### C

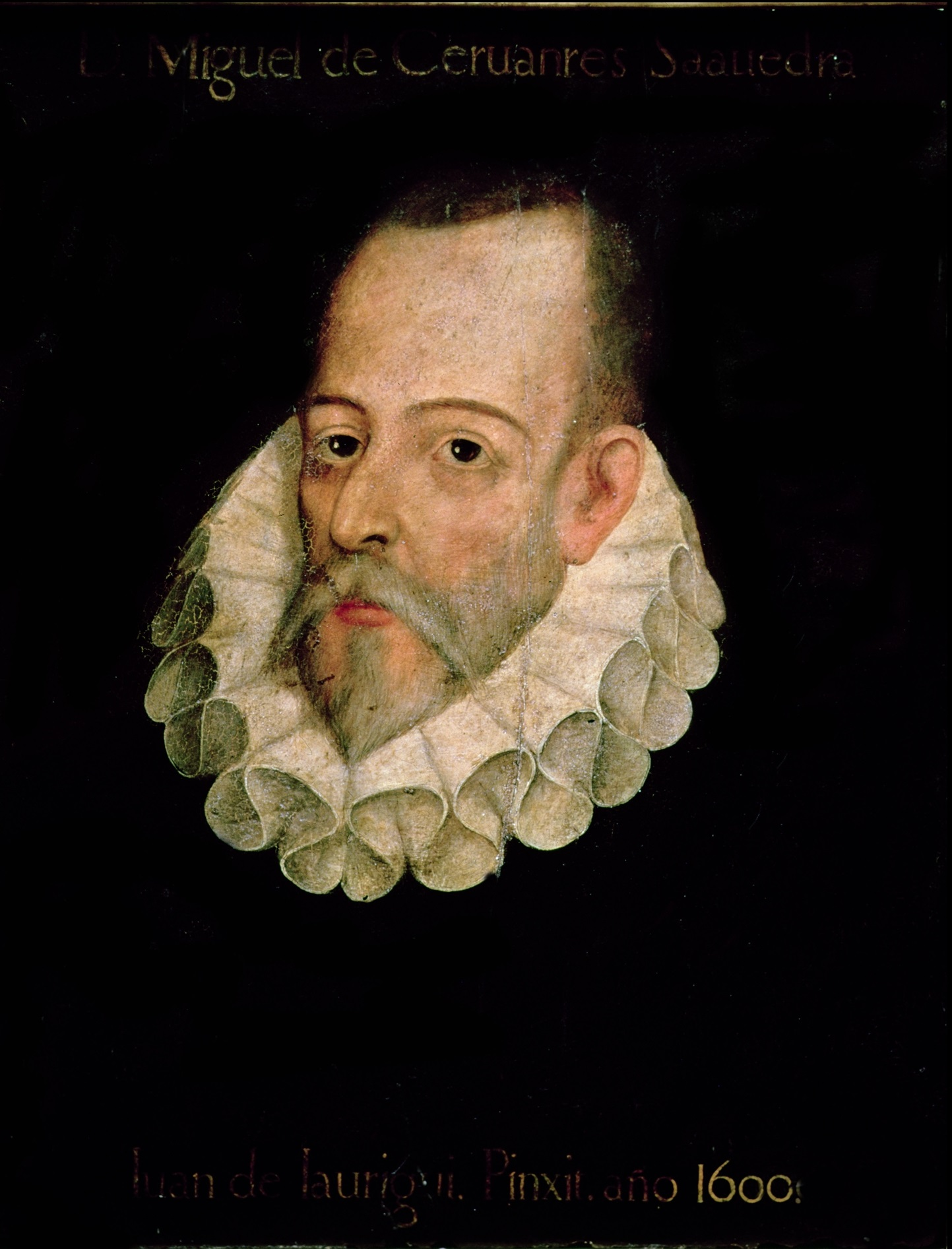
Miguel de Cervantes

- Pedro Calderón de la Barca – hiszpański dramaturg.
- Tommaso Campanella – włoski filozof.
- Caravaggio – włoski malarz.
- Giovanni Cassini – włosko-francuski astronom.
- Miguel de Cervantes – hiszpański pisarz.
- Samuel de Champlain – francuski odkrywca.
- Marc-Antoine Charpentier – francuski kompozytor.
- Bohdan Chmielnicki – hetman kozacki.
- Jan Karol Chodkiewicz – wódz polski.
- Chrystian IV – król Danii.
- Jean-Baptiste Colbert – minister Ludwika XIV.
- Pierre Corneille – dramaturg francuski.
- Arcangelo Corelli – włoski kompozytor.
- Savinien Cyrano de Bergerac – pisarz francuski.
- Stefan Czarniecki – wódz polski.
- Evliya Çelebi – turecki podróżnik.

### D

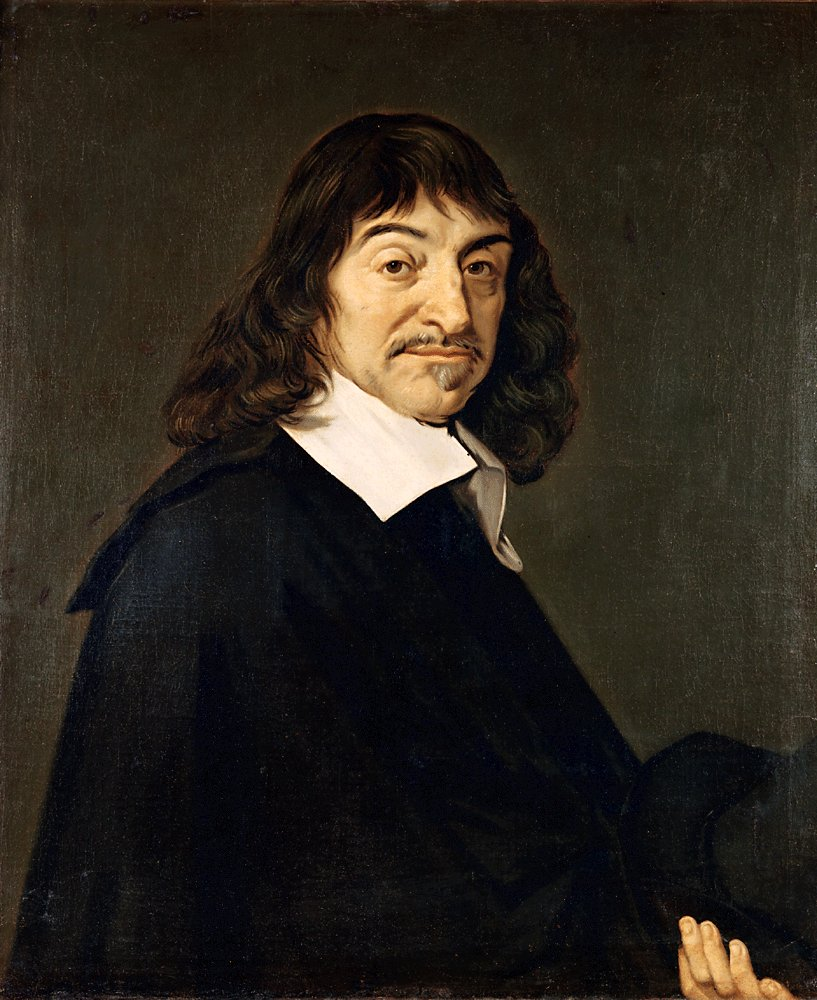
René Descartes

- René Descartes (Kartezjusz) – francuski filozof, matematyk i fizyk.
- Tomasz Dolabella – włosko-polski malarz.
- John Donne – poeta metafizyczny.
- Kasper Drużbicki – jezuicki teolog.
- John Dryden – poeta i dramaturg.
- Antoon van Dyck – flamandzko-angielski malarz.

### F
- Pierre de Fermat – matematyk francuski.
- Filip I Orleański – książę francuski.
- Bernard Fontenelle – francuski filozof.
- Franciszek Salezy – francuski teolog.
- Andrzej Maksymilian Fredro – polski uczony i polityk.
- Fryderyk Wilhelm I (Wielki Elektor) – władca Brandenburgii.

### G
- Galileusz – włoski astronom.

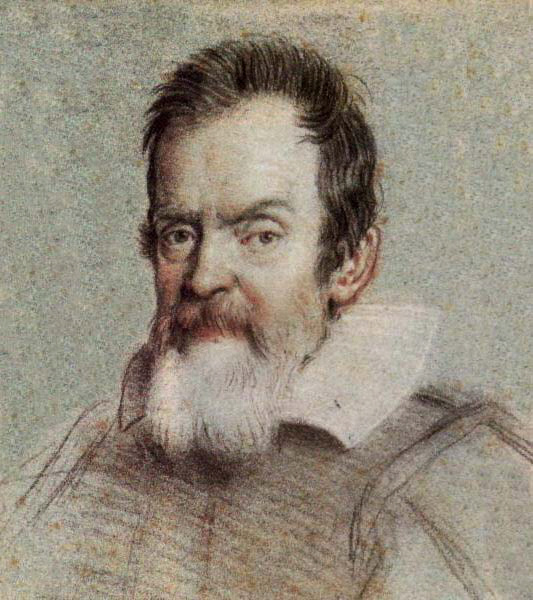
Galileusz

- Tylman z Gameren – holendersko-polski architekt.
- Pierre Gassendi – francuski filozof.
- Artemisia Gentileschi – włoska malarka.
- Luis de Góngora y Argote – hiszpański poeta.
- Hugo Grocjusz – holenderski pisarz polityczny.
- Otto von Guericke – niemiecki fizyk.

### H

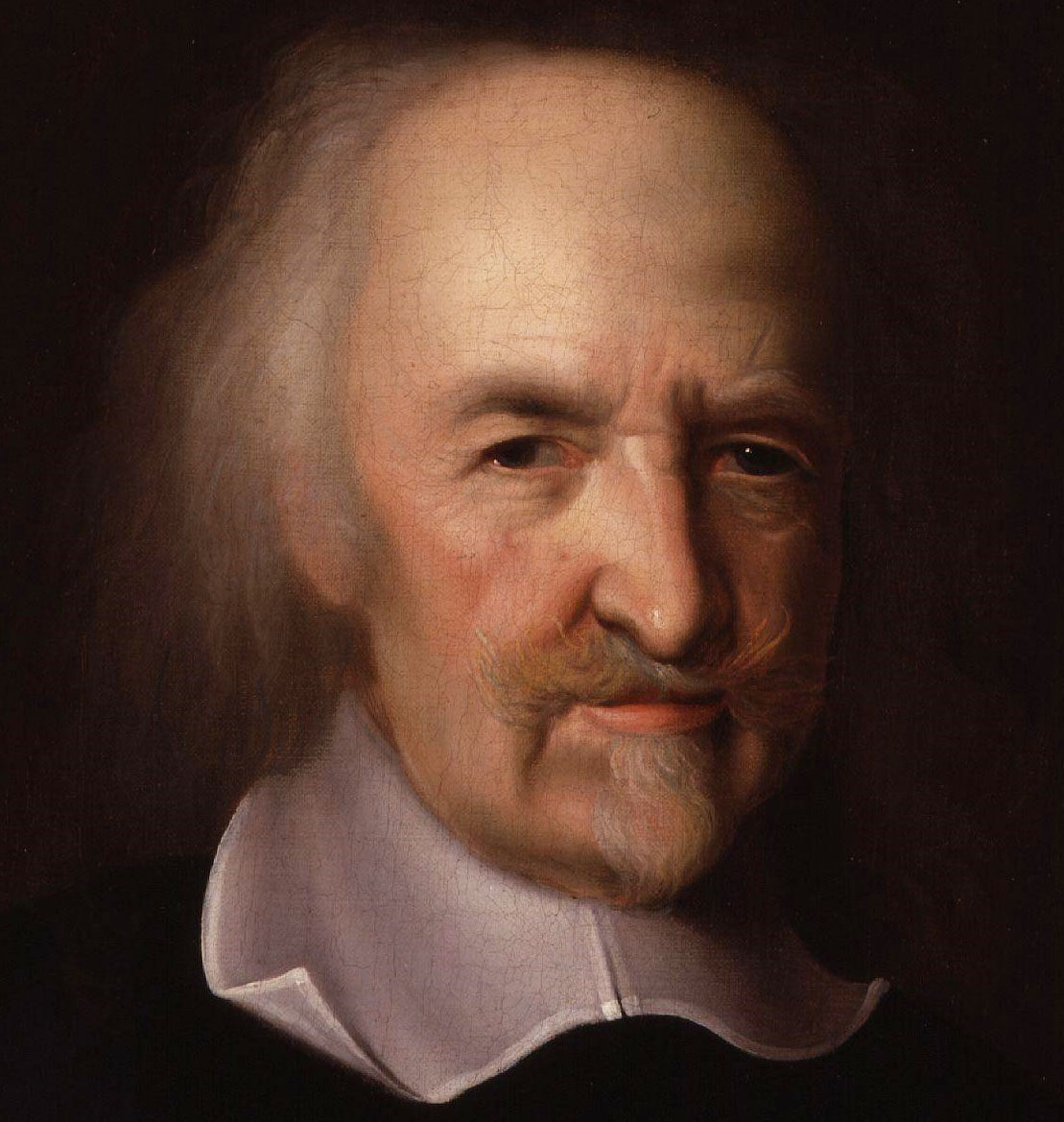
Thomas Hobbes

- Edmond Halley – angielski astronom.
- Frans Hals – holenderski malarz.
- William Harvey – angielski biolog.
- Jan Heweliusz – gdański astronom.
- Thomas Hobbes – filozof angielski.
- Hong Taiji – cesarz mandżurski.
- Robert Hooke – angielski przyrodnik.
- Henry Hudson – angielski odkrywca.
- Christiaan Huygens – holenderski matematyk i astronom.

### I
- Ieyasu Tokugawa – szogun.
- Islam III Girej – chan krymski.

### J
- Stanisław Jan Jabłonowski – polski wódz.
- Jan IV Szczęśliwy – król Portugalii.
- Jerzy II Rakoczy – książę Siedmiogrodu.
- Ben Jonson – angielski dramaturg i poeta.

### K
- Kara Mustafa – wezyr turecki.

Johannes Kepler

- Johannes Kepler – niemiecki astronom.
- Athanasius Kircher – niemiecki polihistor.
- Wespazjan Kochowski – poeta i historyk polski.
- Jan Ámos Komenský – czeski filozof.
- Stanisław Koniecpolski – polski wódz.
- Mehmed Köprülü – turecki wezyr.
- Augustyn Kordecki – obrońca Jasnej Góry.

### L

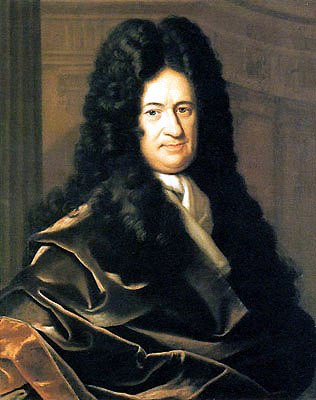
Gottfried Wilhelm Leibniz

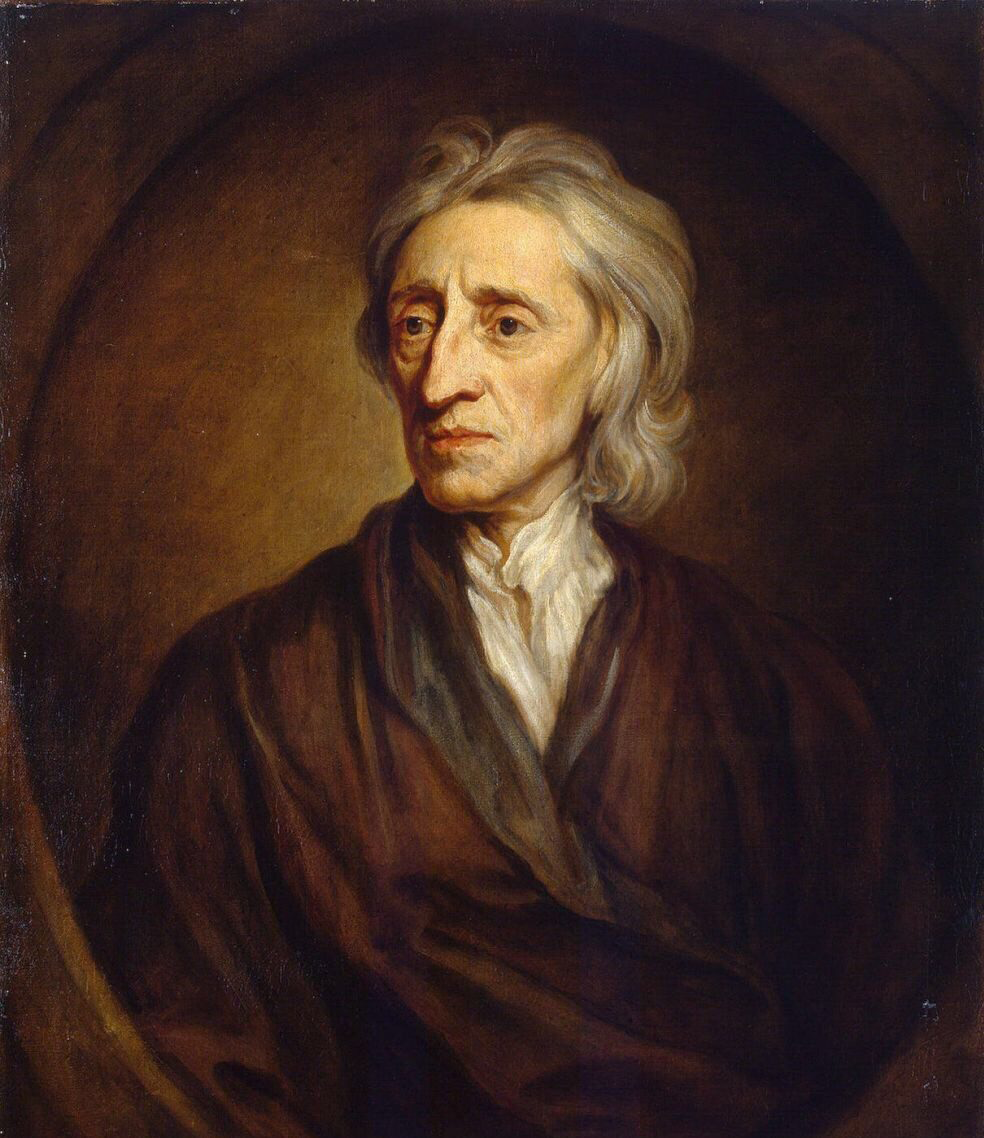
John Locke

- Juana Inés de la Cruz – meksykańska pisarka.
- Georges de La Tour – lotaryński malarz.
- Jean de La Fontaine – francuski bajkopisarz.
- Charles Le Brun – malarz Ludwika XIV.
- Antoni van Leeuwenhoek – holenderski biolog.
- Gottfried Wilhelm Leibniz – niemiecki filozof i matematyk.
- André Le Nôtre – francuski projektant ogrodów.
- John Locke – angielski filozof.
- Lope de Vega – hiszpański dramaturg.
- Jerzy Sebastian Lubomirski – polski polityk.
- Ludwika Maria Gonzaga – królowa Polski.
- Jean-Baptiste Lully – kompozytor Króla-Słońce.

### M

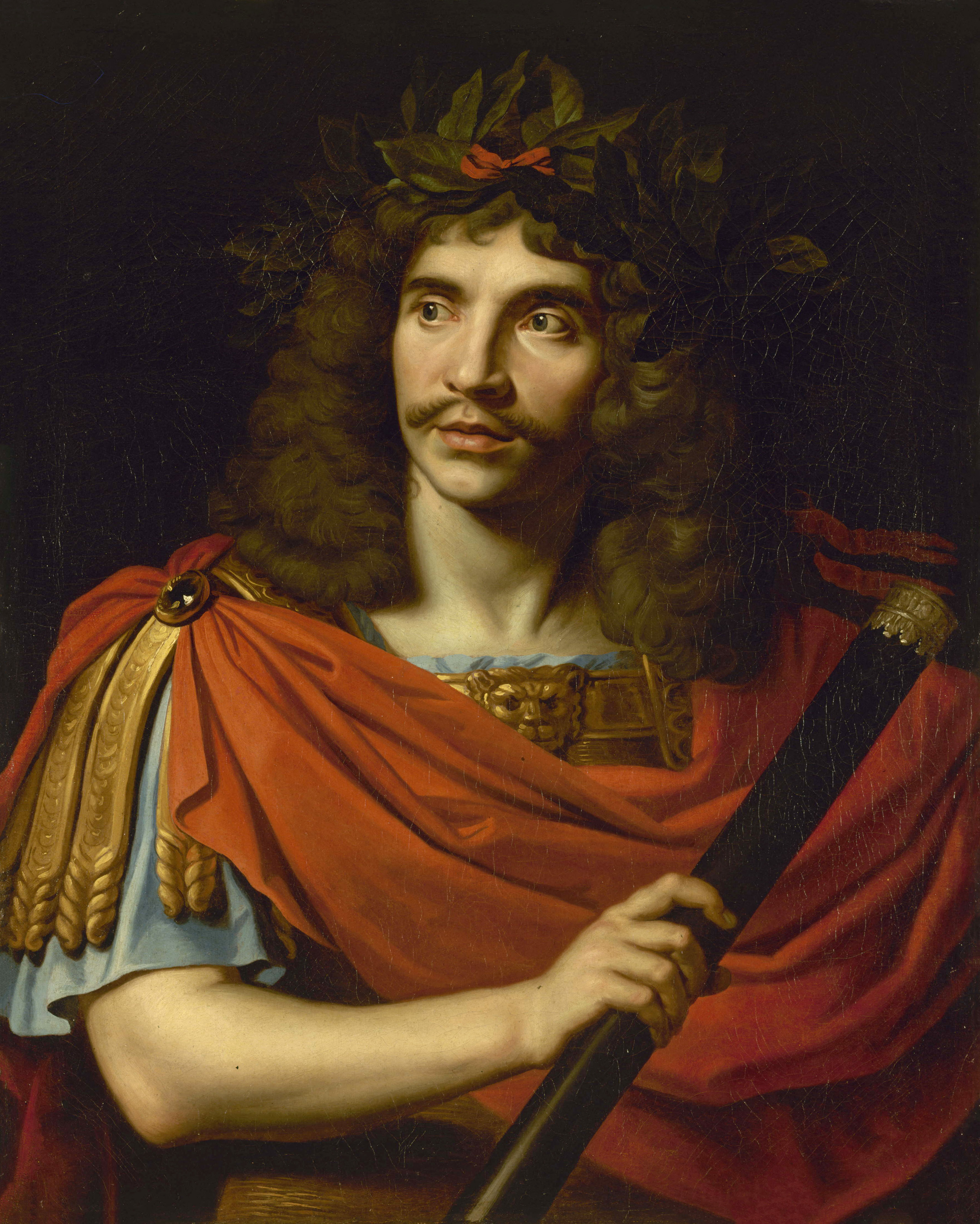
Molière

- Marcello Malpighi – włoski biolog.
- Małgorzata Maria Alacoque – prekursorka kultu serca Jezusowego.
- Maria Kazimiera d’Arquien – królowa Polski.
- Maria Medycejska – królowa Francji.
- Maria Teresa Austriaczka (królowa Francji) – żona Ludwika XIV.
- Maryna Mniszchówna – caryca Rosji.
- Bashō Matsuo – japoński poeta.
- Maurycy Orański – stadhouder Holandii
- Jules Mazarin – pierwszy minister Francji.
- Marin Mersenne – francuski uczony.
- John Milton – angielski poeta.
- Molière – dramaturg francuski.
- Claudio Monteverdi – kompozytor włoski.
- Jan Andrzej Morsztyn – poeta i polityk.
- Bartolomé Esteban Murillo – hiszpański malarz.

### N
- Daniel Naborowski – polski poeta.
- John Napier – szkocki matematyk.

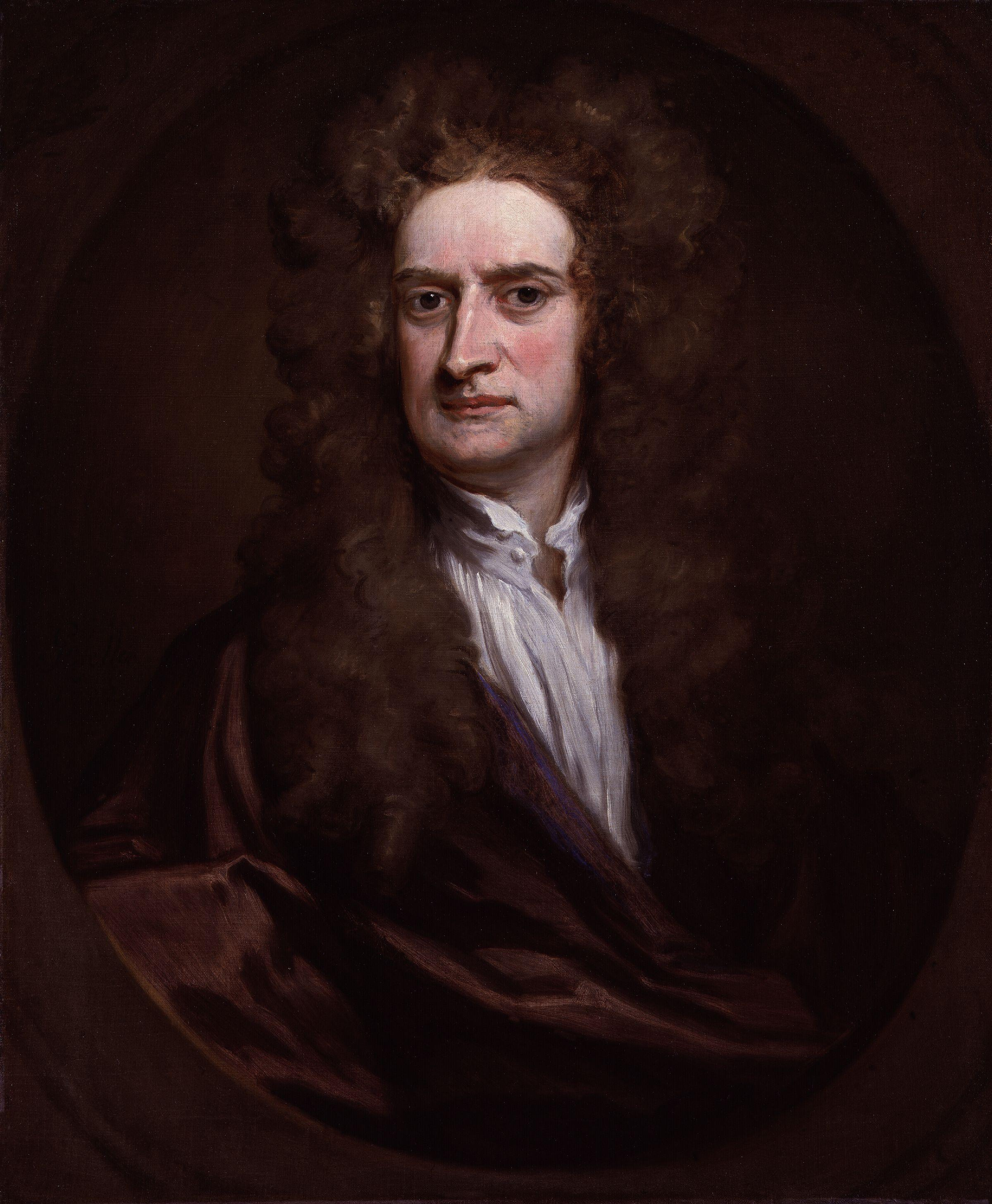
Isaac Newton

- Isaac Newton – słynny fizyk i matematyk angielski.
- Nurhaczy – twórca państwa mandżurskiego.

### O
- Jerzy Ossoliński – polityk i dyplomata.

### P

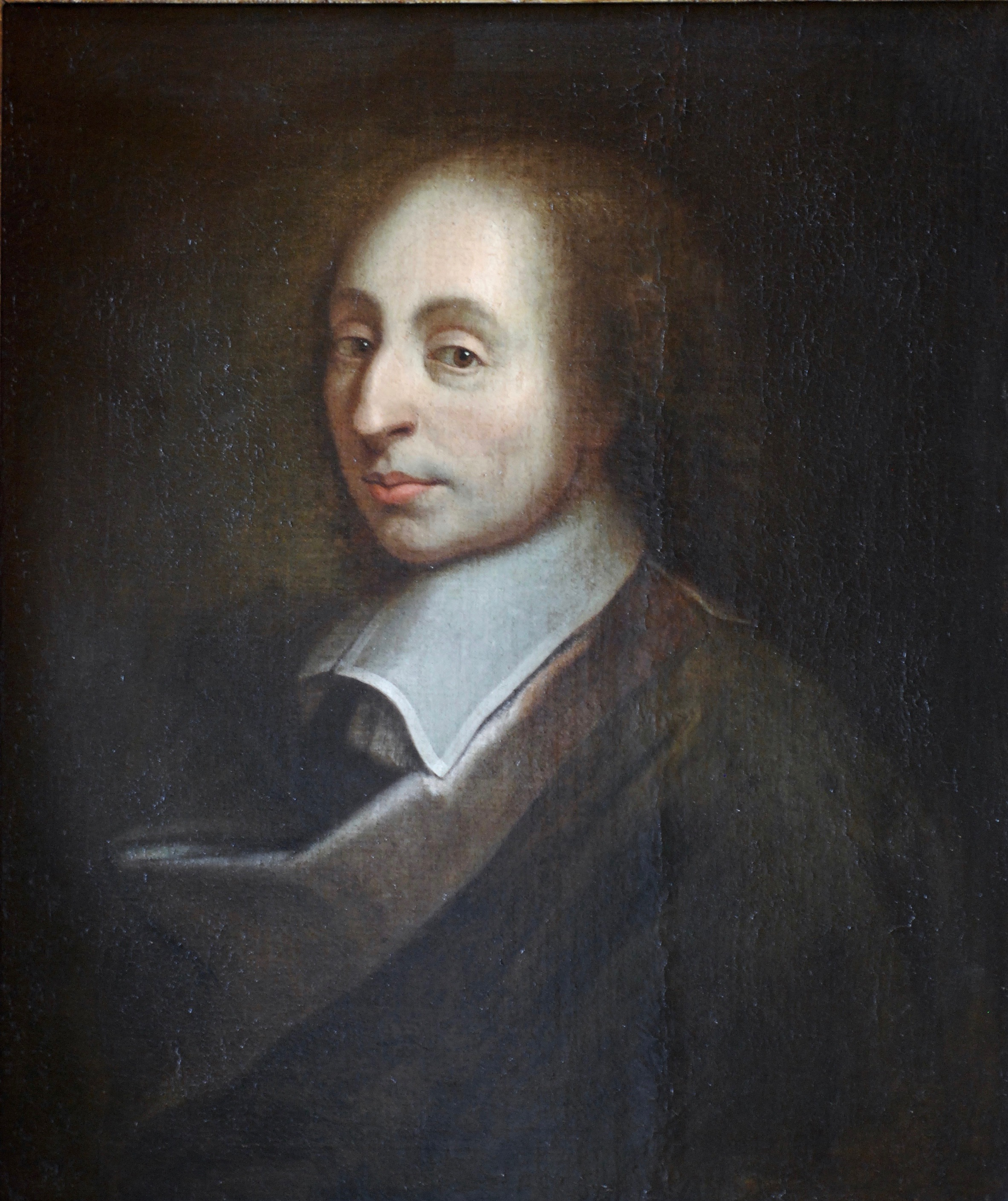
Blaise Pascal

- Johann Pachelbel – niemiecki kompozytor.
- Stanisław Papczyński – założyciel marianów.
- Denis Papin – francusko-angielski wynalazca.
- Blaise Pascal – francuski filozof i matematyk.
- Jan Chryzostom Pasek – polski pamiętnikarz.
- Samuel Pepys – angielski pamiętnikarz.
- Charles Perrault – francuski bajkopisarz.
- Wacław Potocki – polski poeta.
- Nicolas Poussin – francusko-włoski malarz.
- Henry Purcell – angielski muzyk.

### Q
- Francisco de Quevedo y Villegas – hiszpański pisarz.

### R

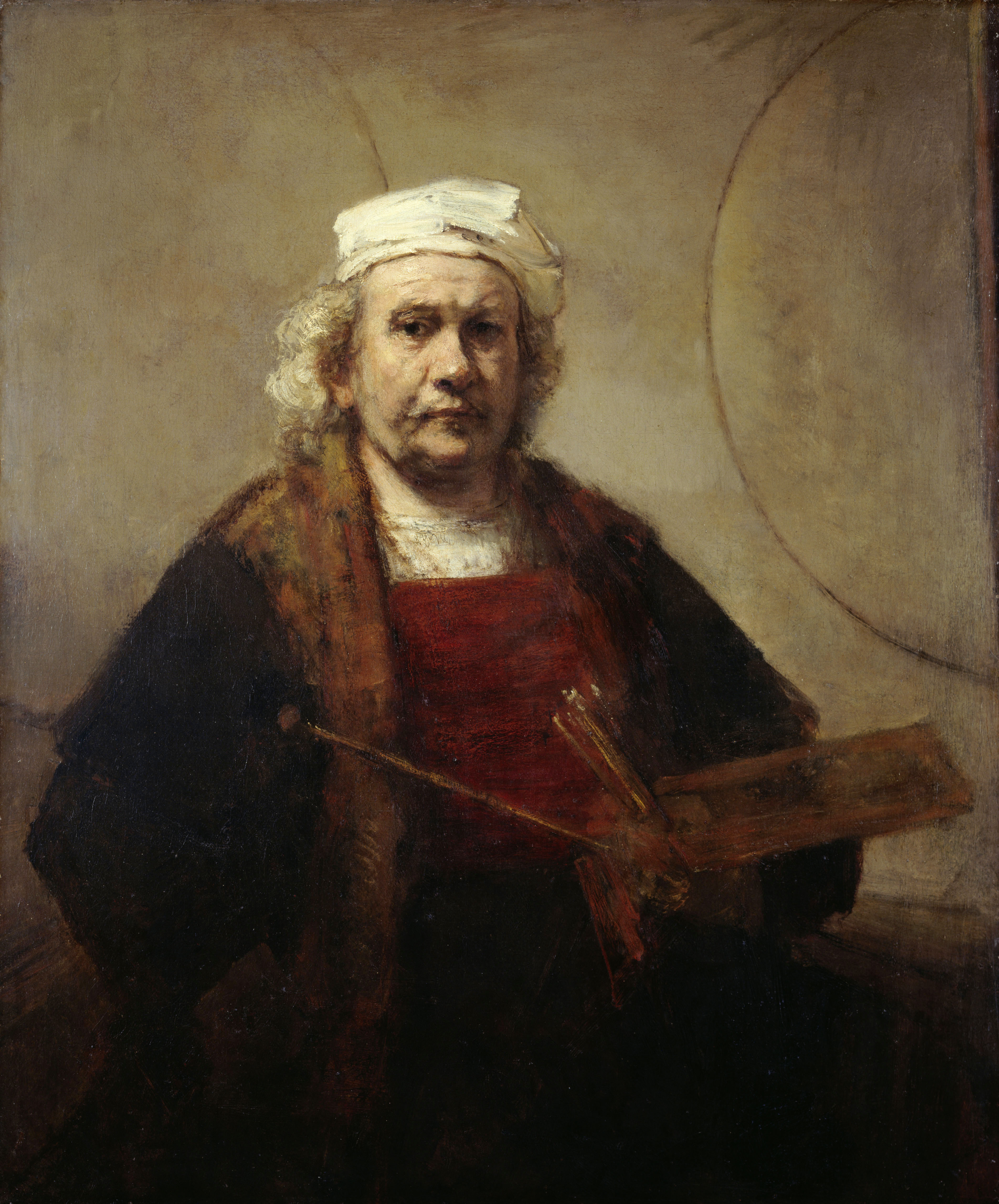
Rembrandt

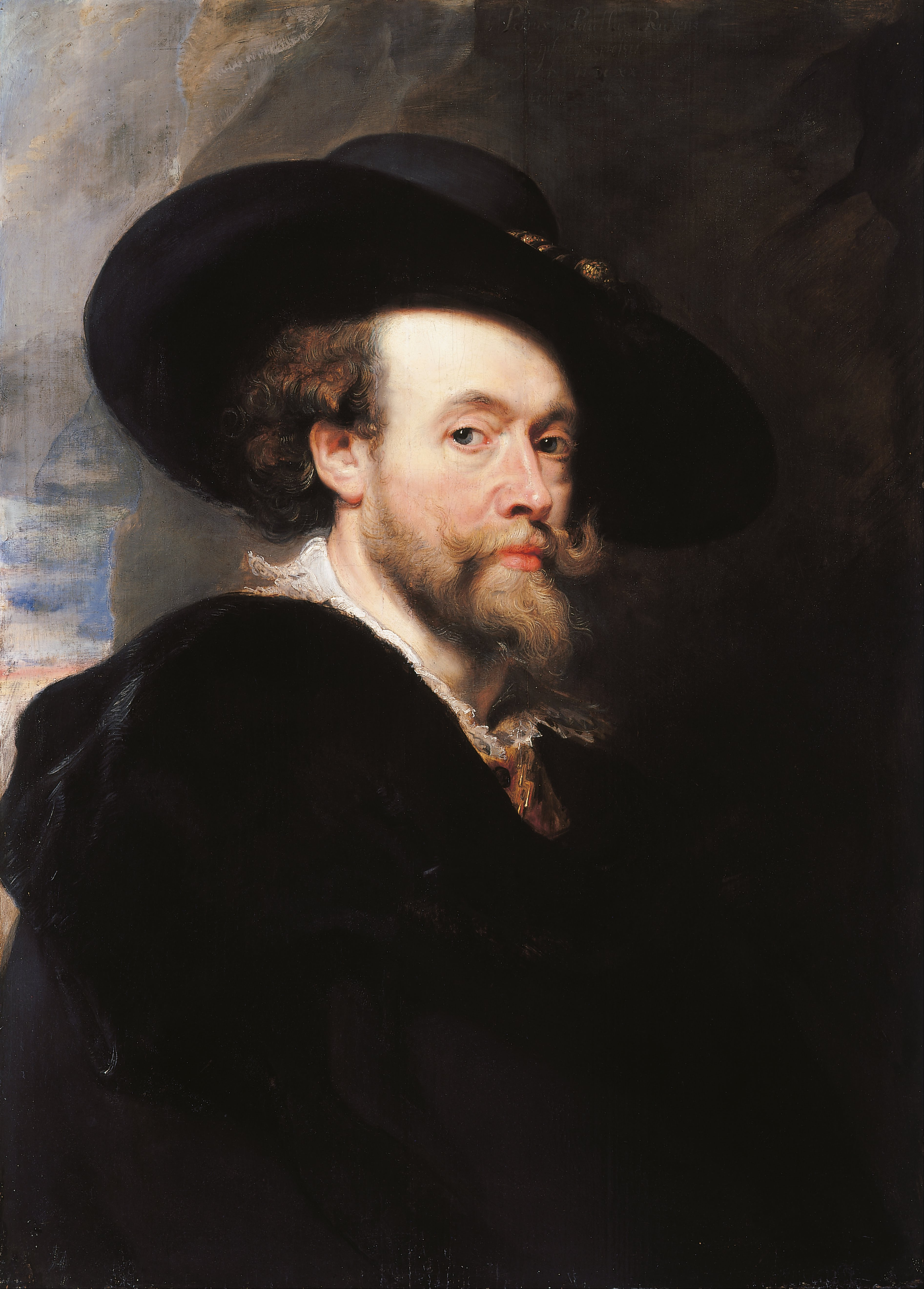
Peter Paul Rubens

- Jean Baptiste Racine – dramaturg francuski.
- Bogusław Radziwiłł – polsko-litewski polityk.
- Janusz Radziwiłł – hetman wielki litewski.
- Stiepan Razin – przywódca powstania w Rosji.
- Rembrandt – malarz holenderski.
- Guido Reni – włoski malarz.
- Matteo Ricci – włoski misjonarz.
- Armand Jean Richelieu – francuski polityk.
- Ole Rømer – duński astronom.
- Róża z Limy – peruwiańska święta.
- Peter Paul Rubens – niemiecko-flamandzki malarz.
- Michiel de Ruyter – admirał holenderski.

### S

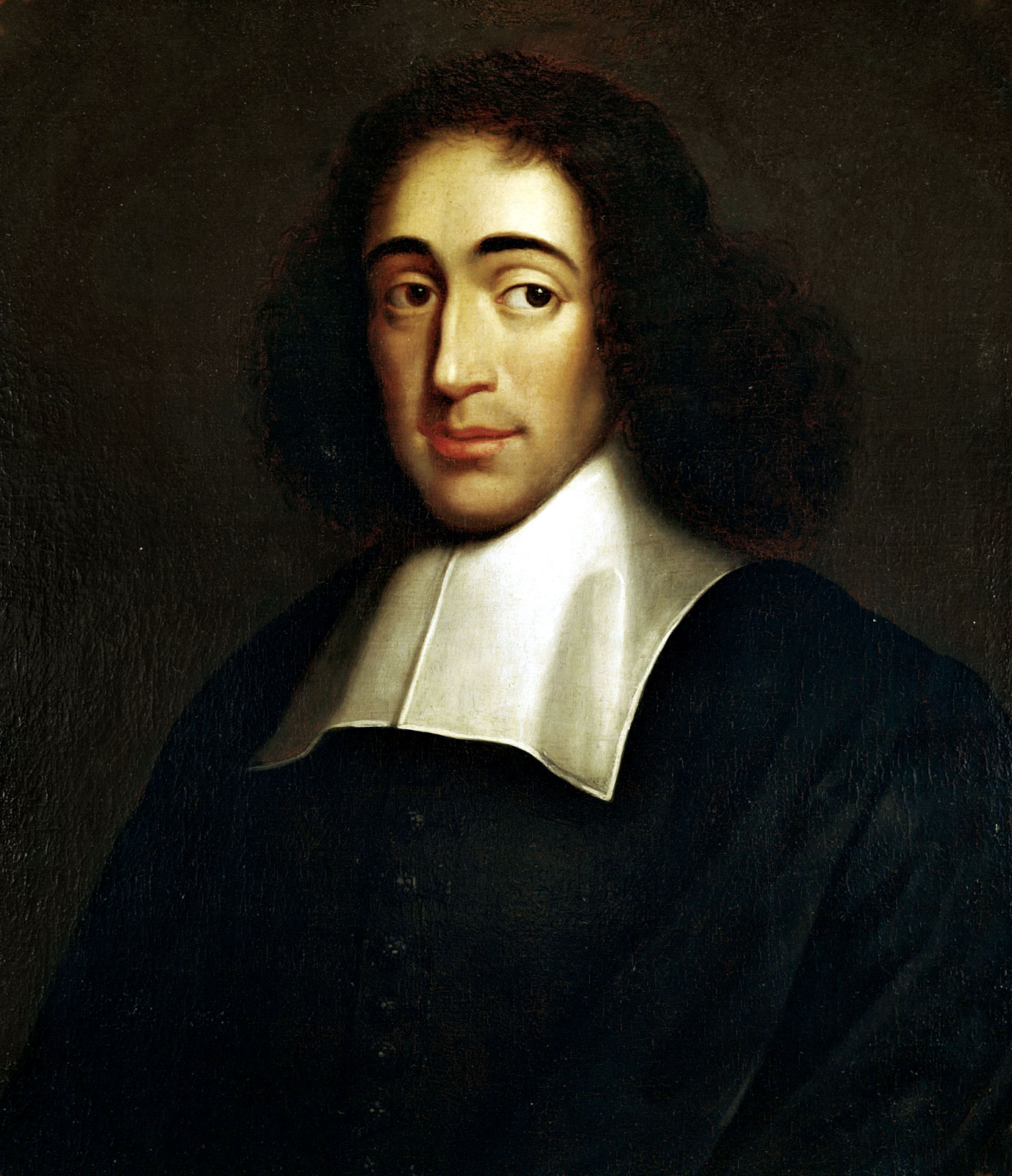
Baruch Spinoza

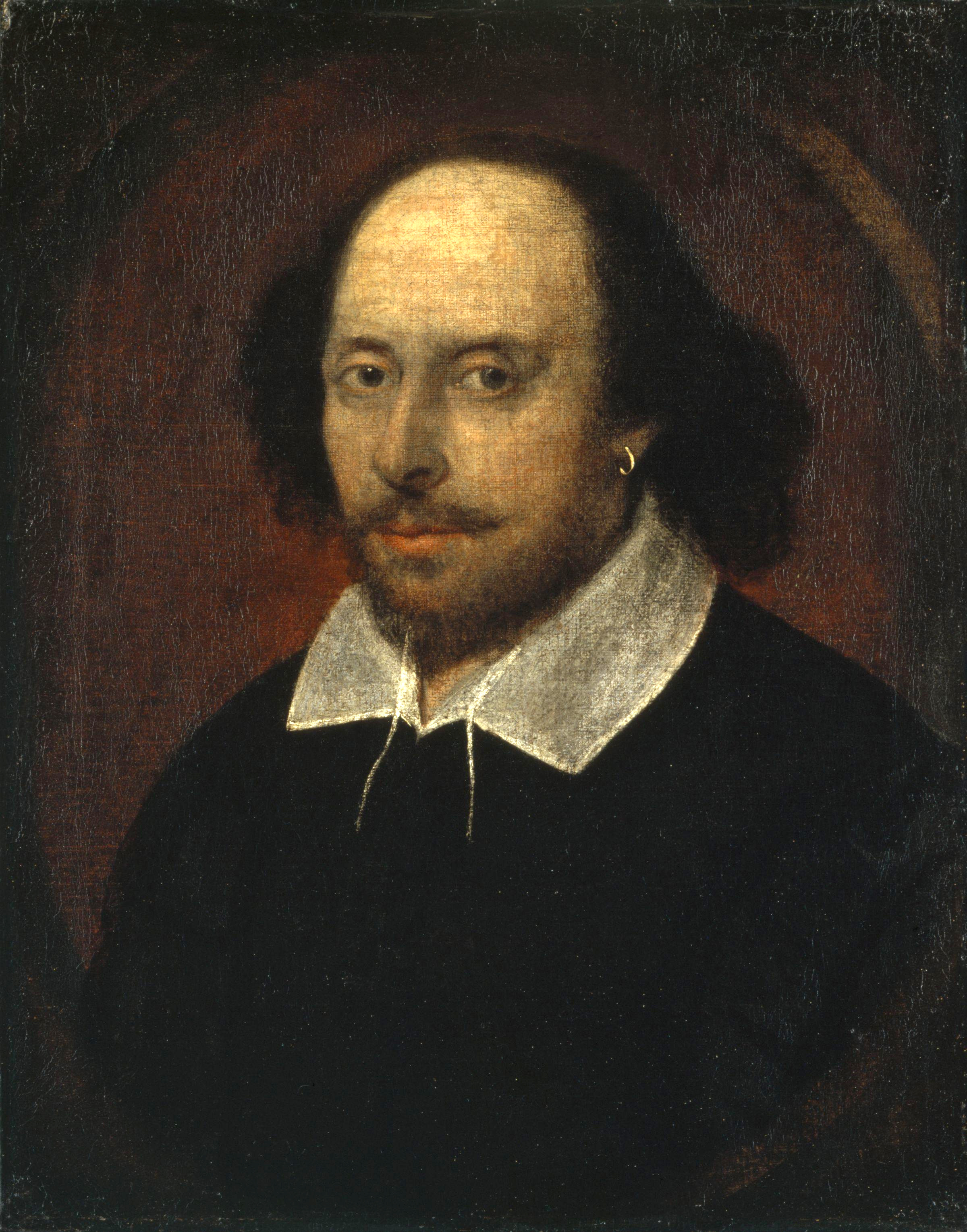
William Szekspir

- Maciej Kazimierz Sarbiewski – polsko-łaciński poeta.
- Heinrich Schütz – niemiecki kompozytor.
- Jan Steen – holenderski malarz.
- Baruch Spinoza – filozof holenderski pochodzenia żydowskiego.
- Franciszek Suarez – filozof hiszpański.
- William Szekspir – dramaturg angielski.

### T
- Abel Tasman – holenderski odkrywca.
- Evangelista Torricelli – włoski fizyk.
- Samuel Twardowski – polski epik.

### V

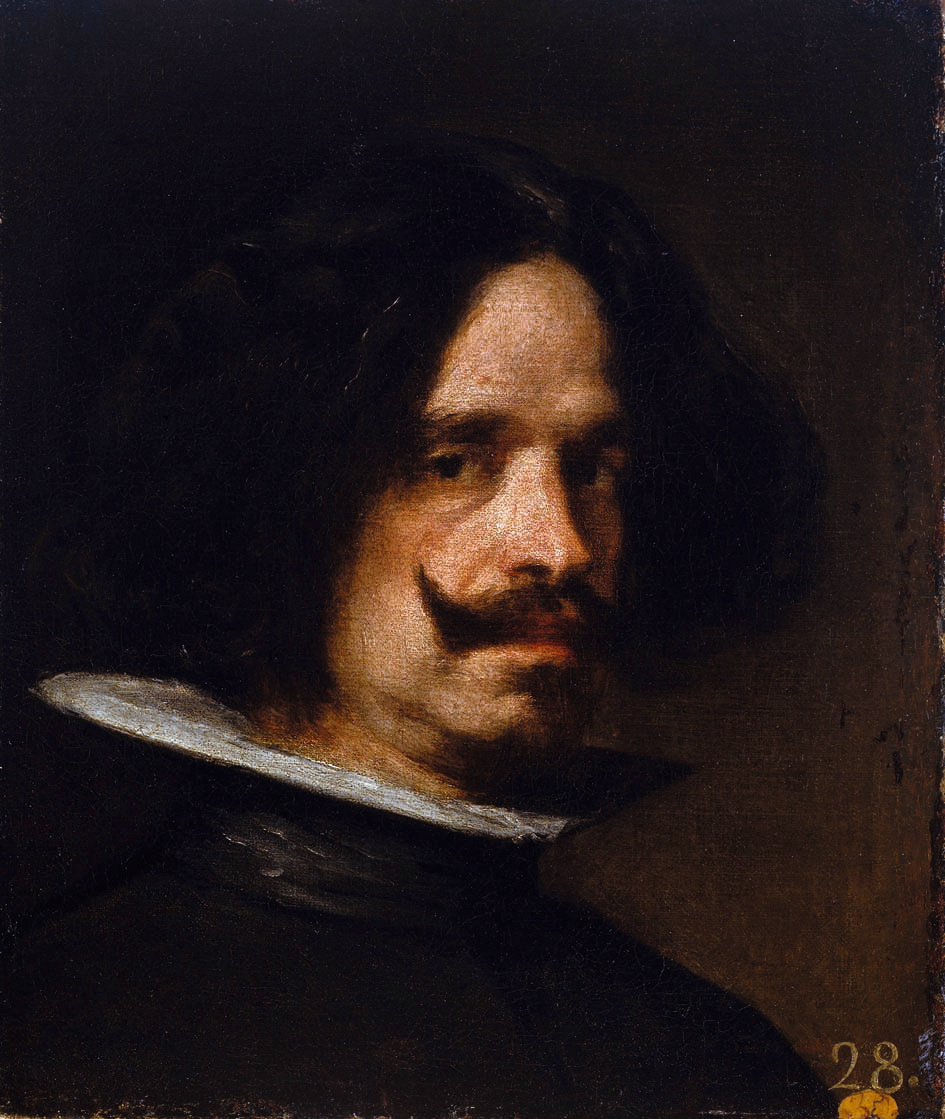
Diego Velázquez

- Diego Velázquez – malarz hiszpański.
- Jan Vermeer – malarz holenderski.
- Sébastien Le Prestre de Vauban – francuski inżynier wojskowy.

### W
- Albrecht von Wallenstein – habsburski wódz.
- Michael Willmann – śląski malarz.
- Wincenty a Paulo – założyciel szarytek i misjonarzy.
- Jeremi Wiśniowiecki – polski wódz.
- Christopher Wren – angielski architekt.

### Z
- Francisco de Zurbarán – hiszpański malarz.

### Ż
- Stanisław Żółkiewski – polski wódz.